# Villa Hubertus

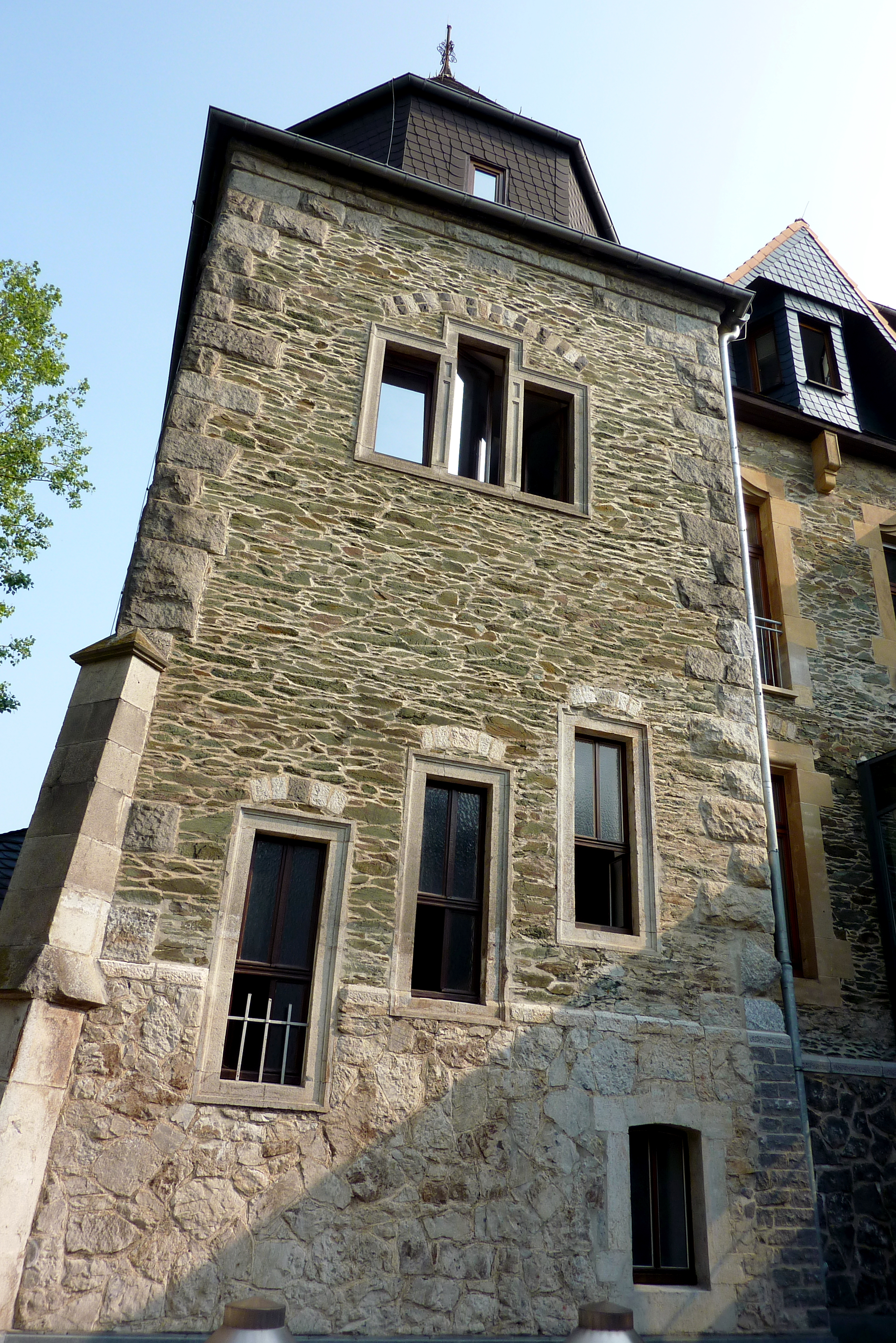
Villa Hubertus in Braunfels

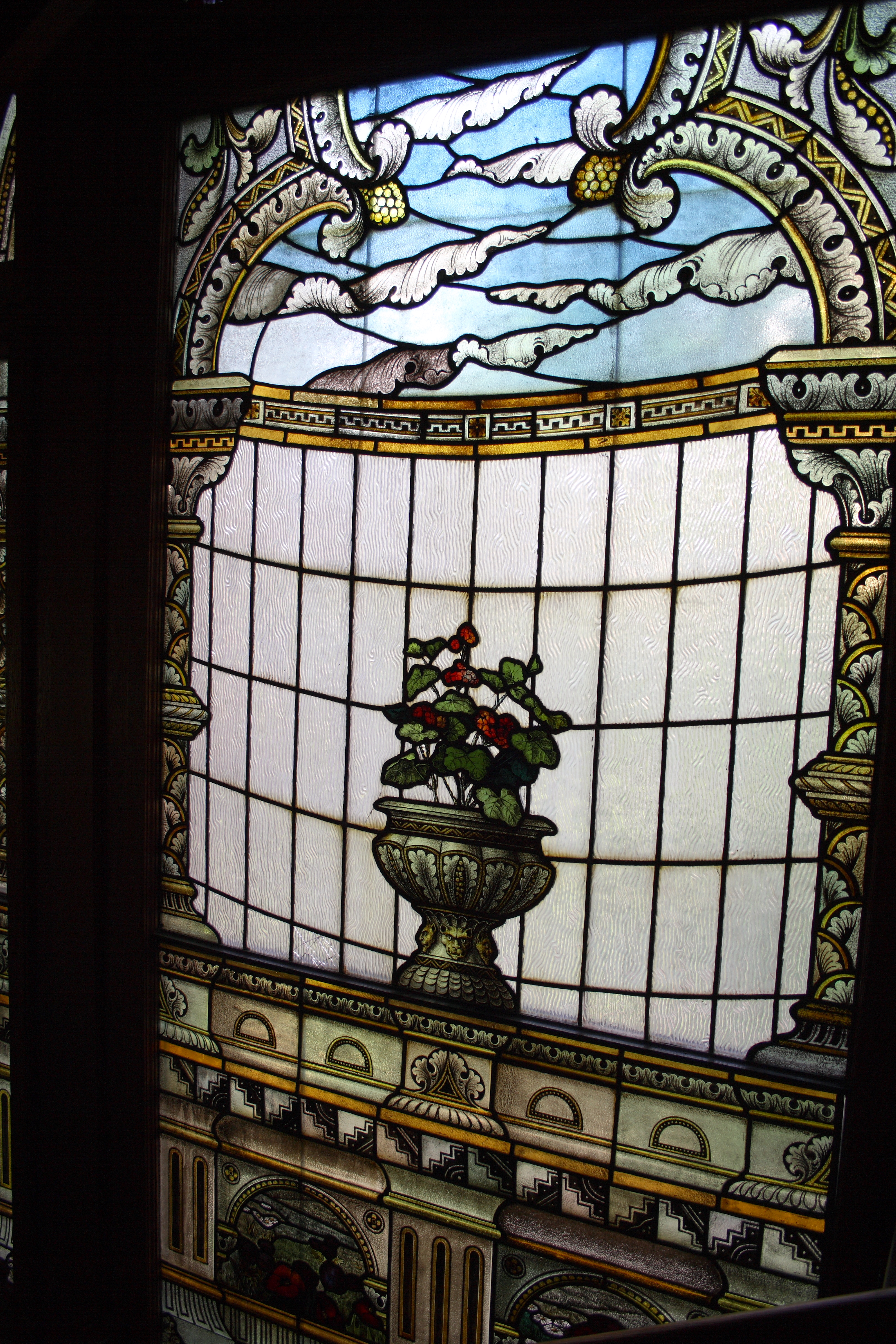
Bleiglasfenster im Treppenhaus

Die Villa Hubertus ist ein Wohnhaus in Braunfels, einer Stadt im Lahn-Dill-Kreis in Hessen. Sie wurde 1904 von dem Architekten Carl Seiler auf dem Grundstück Hubertusstraße 6 für den Bauherrn Heinrich Grillo errichtet, der aus der Ruhrgebiets-Industriellenfamilie Grillo stammte. Die Villa steht unter Denkmalschutz.

## Beschreibung
Der massive Bau besitzt an den heute verschieferten Giebelflächen Fachwerkstrukturen. Die beiden ineinander greifenden Giebelfronten werden von einem runden Eckturm und einem nachträglich angefügten Eingangsturm flankiert. Im Inneren sind die Eingangshalle mit Kamin und Treppengalerie sowie das große Treppenhaus mit einem Bleiglasfenster erwähnenswert.